# Ola Johansson (politiker)
Rune Lars Ola Johansson, född 14 december 1960 i Stafsinge församling, Hallands län, är en svensk politiker (centerpartist). Han var ordinarie riksdagsledamot 2010–2022, invald för Hallands läns valkrets.
I riksdagen var Johansson ledamot i civilutskottet 2011–2022 och ledamot i Nordiska rådets svenska delegation 2014–2015. Han var även suppleant i bland annat civilutskottet, socialutskottet, trafikutskottet, utrikesutskottet, riksdagens valberedning och Nordiska rådets svenska delegation. Hans politiska intressen rör främst bostadspolitik samt klimat och miljö.
Johansson är förbundsordförande i Bygdegårdarnas riksförbund.